# Penn Yan
La ville de Penn Yan est le siège du comté de Yates, situé dans l'État de New York, aux États-Unis. Sa population s’élevait à 5 056 habitants lors du recensement de 2020.

## Histoire

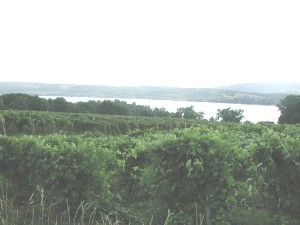
Vignoble près de Keuka Lake, Penn Yan.

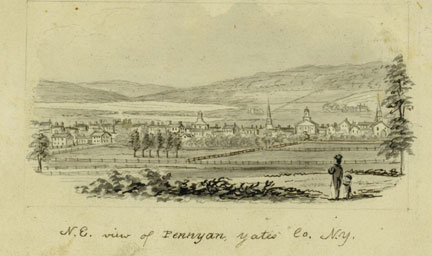
Vue Nord-est de Penn Yan, Yates Co., N.Y. (vers 1856-1860) par John Warner Barber.

La première véritable habitation de Penn Yan a été construite en 1799. Le village est devenu le siège du comté en 1823, lorsque le comté de Yates a été créé.
Les premiers colons étaient principalement des adeptes de "Public Universal Friend", une religieuse évangéliste formée à Cumberland, Comté de Providence qui a obtenu une grande étendue de terrain pour fonder une colonie (appelé Jérusalem en 1789) dans l'actuel comté de Yates. Elle a fondé le village de Hopeton à la sortie du lac Keuka, à environ un mile du lac Seneca. De nombreux fidèles s'y installent et y habitent après 1790, mais la communauté se disloque peu à peu.
Le village est vite devenu un centre de commerce pour les produits agricoles du comté, possédant des moulins pour la mouture de céréales et le sciage du bois de charpente.
La localité fut un temps le terminus de l'ancien "Crooked Lake Canal".
En 1921, la Penn Yan Boat Company est fondée par un immigré allemand Charles A. Herrman. La société a fabriqué des bateaux en bois et en fibre de verre jusqu'en 2001.
Depuis la fin des années 1800 et jusqu'à la fin des années 1900, Penn Yan et les régions environnantes du comté de Yates ont abrité un grand nombre de fermes laitières dont beaucoup ont été installées par des immigrants danois et leurs descendants. Même aujourd'hui, des noms tels que Christensen et Jensen sont encore courants. Depuis la fin du XXe siècle, des familles Old Order Mennonite et Amish se sont installées et ont repris des fermes dans la région.
À partir de 1974, de nombreuses familles de l'Église mennonite de la Conférence de Groffdale se sont installées dans le comté de Yates en provenance du comté de Lancaster (Pennsylvanie), à la recherche de terres agricoles moins chères. La colonie mennonite du comté de Yates Old Order est la plus grande communauté propriétaire de chevaux et de buggies de l'État de New York. Il existe également plusieurs colonies de l'Ancien Ordre Amish dans les comtés adjacents de Steuben et Seneca, fondées à partir de 1979.
Le 13 mai 2014 de fortes averses ont provoqué de soudaines et graves inondations dans la région. Elles ont endommagé des routes et détruit au moins un bâtiment commercial en centre-ville. Environ 13 cm (cinq pouces) de pluie sont tombés en quelques heures, considérés comme au moins une crue centennale.

## Toponymie
Le nom de la localité est supposé provenir des premières syllabes de "Pennsylvanie" et de "Yankee". Les premiers colons venaient de Pennsylvanie et de Nouvelle-Angleterre, les suivants ont été nommés Yankees,.

## Démographie
| Groupe            | Penn Yan | New York | États-Unis |
| ----------------- | -------- | -------- | ---------- |
| Blancs            | 95,7     | 65,8     | 72,4       |
| Métis             | 1,9      | 3,0      | 2,9        |
| Afro-Américains   | 1,1      | 15,9     | 12,6       |
| Asiatiques        | 0,6      | 7,3      | 4,8        |
| Autres            | 0,6      | 7,5      | 6,2        |
| Amérindiens       | 0,2      | 0,6      | 0,9        |
| Total             | 100      | 100      | 100        |
|                   |          |          |            |
| Latino-Américains | 2,7      | 17,6     | 16,7       |

En 2010, la population latino-américaine est composée à parts égales de Mexicano-Américains et de Porto Ricains.
Selon l'American Community Survey, pour la période 2011-2015, 97,09 % de la population âgée de plus de 5 ans déclare parler anglais à la maison alors que 0,95 % déclare parler l'espagnol, 0,67 % le vietnamien et 1,29 % une autre langue.